# Helge Gustafsson
Bror Helge Gustafsson (Örebro, 16 gennaio 1900 – Örebro, 5 ottobre 1981) è stato un ginnasta svedese.

## Palmarès

### Olimpiadi
- 1 medaglia:
  - 1 oro (Anversa 1920 nel concorso svedese a squadre)